# Parque arqueológico de San Esteban (Cuéllar)
El parque arqueológico de San Esteban de Cuéllar es un yacimiento arqueológico localizado junto a la iglesia de San Esteban de Cuéllar (Segovia), correspondiente a diversos periodos que abarcan desde la segunda Edad del Hierro hasta el siglo XVIII.

## Características
Fue descubierto al iniciar la restauración de la iglesia en 2007, llevándose a cabo excavaciones arqueológicas tanto en el interior del templo como en el recinto exterior. La excavación arqueológica realizada en la parte oeste de la iglesia, espacio que une la calle del Estudio con la Plaza del mismo nombre, puso al descubierto una vivienda perteneciente a la segunda Edad del Hierro, la necrópolis medieval del tempo con tres fases ininterrumpidas de utilización, que comprende desde el siglo X hasta el siglo XVIII.
Destacan en la necrópolis parroquial treinta tumbas antropomorfas excavadas sobre la toca caliza, pertenecientes a los siglos XII y XIII y cubiertas algunas de ellas con lajas de piedra que albergaban enterramientos en disposición de decúbito supino de adultos, jóvenes y niños, unos junto a otros. Además, dentro del espacio que comprende la necrópolis, se hallaron catorce silos excavados en la toba, alguno de ellos utilizado posteriormente como pozo nevero; dos niveles de suelo empedrado y cinco pilas destinadas al teñido de telas.